# Linha 8 do Metropolitano de Paris

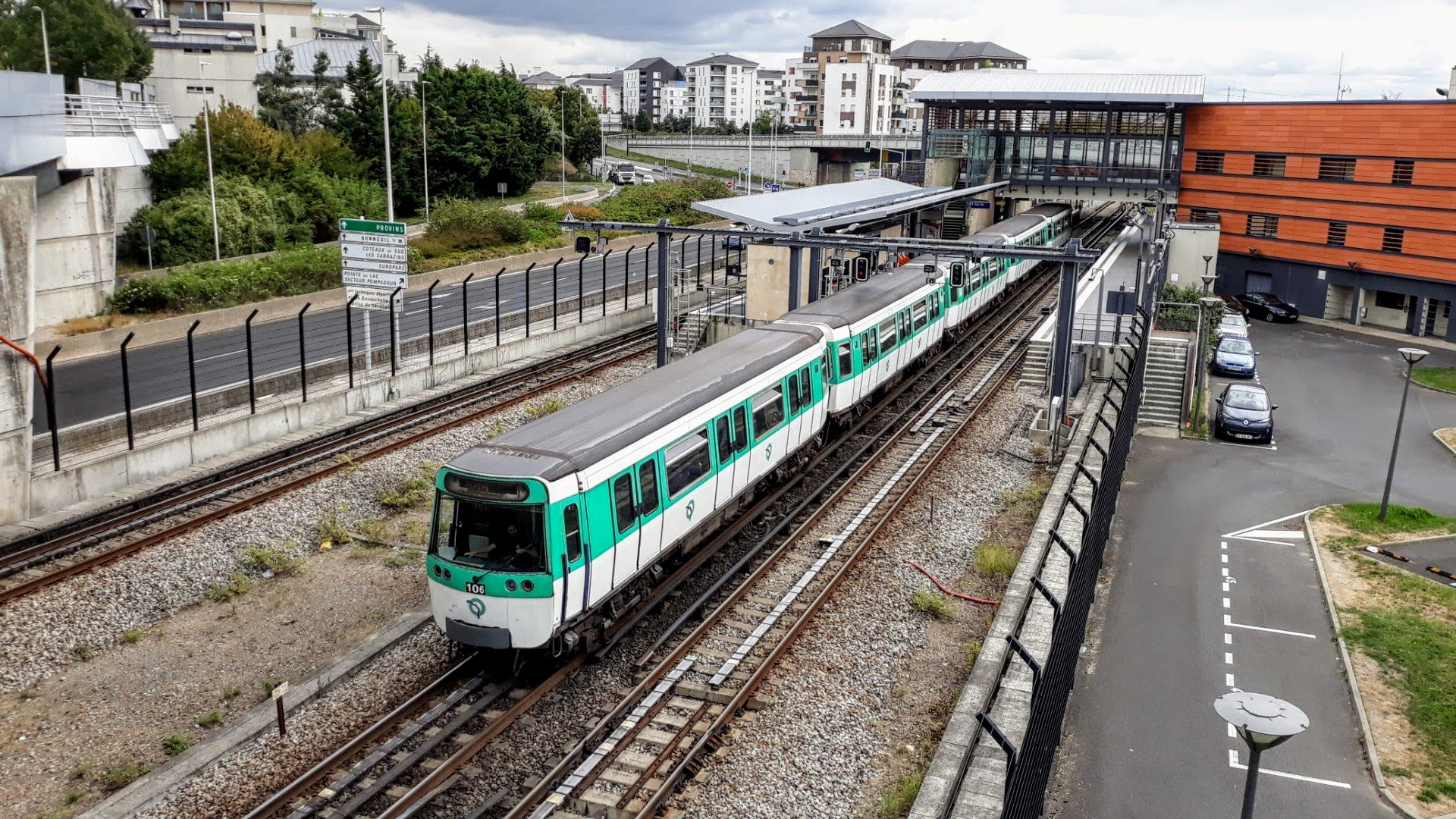
Um trem MF 77 partindo de Pointe du Lac.

A Linha 8 do Metropolitano de Paris é uma das 14 linhas de Metrô de Paris. A linha vai de Balard a Pointe du Lac. É a linha que tem mais estações, junto com a linha 7.

## História
A Linha 8 foi inaugurada em 13 de julho de 1913. Originalmente ela ia de Beaugrenelle (hoje Charles Michels) a Opéra. Em 30 de setembro de 1913 houve a extensão da linha ao oeste até Porte d'Auteuil. Em 30 de junho de 1928 houve a extensão a leste para Richelieu - Drouot. Em 5 de maio de 1931 ela se estendeu para Porte de Charenton para a Exposição colonial de 1931.
Em 1937 houve a separação do trecho de Porte d'Auteuil a La Motte-Picquet - Grenelle para a Linha 10, e em seguida em 27 de julho de 1937 a linha se estendeu para Balard. Em 5 de outubro de 1942 ela se estendeu ao leste para Charenton - Écoles. Em 19 de setembro de 1970 a linha se estendeu a leste para Maisons-Alfort - Stade, com a primeira ponte do metrô desde o início do século. Em 27 de abril de 1972 a linha foi estenda para Maisons-Alfort - Les Juilliottes. Em 24 de setembro de 1973 a linha foi estendida a leste para Créteil - L'Échat. Em 10 de setembro de 1974 ela se estendeu para Créteil - Préfecture. Em 8 de outubro de 2011 finalmente a linha se estendeu para Pointe du Lac.

## Estações
- Balard
- Lourmel
- Boucicaut
- Félix Faure
- Commerce
- La Motte-Picquet - Grenelle
- École Militaire
- La Tour-Maubourg
- Invalides
- Concorde
- Madeleine
- Opéra
- Richelieu - Drouot
- Grands Boulevards
- Bonne-Nouvelle
- Strasbourg - Saint-Denis
- République
- Filles du Calvaire
- Saint-Sébastien - Froissart
- Chemin Vert
- Bastille
- Ledru-Rollin
- Faidherbe - Chaligny
- Reuilly - Diderot
- Montgallet
- Daumesnil
- Michel Bizot
- Porte Dorée
- Porte de Charenton
- Liberté
- Charenton - Écoles

Plano da linha.

- École Vétérinaire de Maisons-Alfort
- Maisons-Alfort - Stade
- Maisons-Alfort - Les Juilliottes
- Créteil - L'Échat
- Créteil - Université
- Créteil - Préfecture
- Pointe du Lac

## Turismo
A linha 8 é particularmente lenta devido às suas muitas estações muito próximas na Paris intramuros. Ele também possui três desvantagens: suas conexões inconvenientes com o RER, que só se encontra em Opéra (linha A e linha E) e Invalides (linha C) ao custo de um longo corredor e a ausência de conexões com as principais estações parisienses, suas frequências relativamente baixas à noite e fins de semana, e em menor medida, o baixo número de estações culturais.
Sua frequência é sustentada especialmente entre La Motte-Picquet - Grenelle e Créteil, a linha que atende vários pontos turísticos e centros de animação importantes em Paris e Vale do Marne, como:
- o bairro do Ministério das Forças Armadas (estação Balard);
- o Aquaboulevard e seu multiplex de quatorze cinemas Gaumont (estação Balard);
- a Escola Militar e a Torre Eiffel (estação École Militaire);
- o Hôtel national des Invalides (estação Invalides);
- a Praça da Concórdia (estação Concorde);
- a Igreja de la Madeleine (estação Madeleine);
- a Ópera Garnier (estação Opéra);
- os Grands Boulevards (em particular, entre as estações Madeleine e République);
- a Praça da República (estação République);
- a Praça da Bastilha (estação Bastille);
- o Museu de História da Imigração e o Aquário do Palais de la Porte Dorée (estação Porte Dorée);
- o Parque Zoológico de Paris, antigo Parque Zoológico do Bois de Vincennes (estação Porte Dorée);
- o Bois de Vincennes (quatro estações de Porte Dorée a Charenton - Écoles) e a Foire du Trône (feira de diversão popular) do final do mês de março ao final do mês de maio de cada ano, na Pelouse de Reuilly;
- o Museu Fragonard da Escola Veterinária de Maisons-Alfort (estação École Vétérinaire de Maisons-Alfort);
- o Château de Réghat, que abriga o museu de Maisons-Alfort (estação Maisons-Alfort - Les Juilliottes);
- o shopping center Créteil Soleil (station Créteil - Préfecture);
- o Estádio Dominique-Duvauchelle que sedia o time de futebol de Créteil (estação Pointe du Lac).